# Eight Miles High
Eight Miles High är en låt lanserad som singel av The Byrds 1966. Låten samskrevs av bandmedlemmarna Gene Clark, David Crosby och Roger McGuinn. Det var den sista kompositionen som Gene Clark skrev med gruppen innan han lämnade den. Låten togs sedermera med på albumet Fifth Dimension. Gene Clark står för det mesta av låtens text, och låten handlar om gruppens första flygtur till och besök i Storbritannien. Detta var gruppens första psykedeliska singel, och den spelades inte av vissa amerikanska radiostationer som ansåg att texten för tydligt anspelade på droganvändande. Musikaliskt hämtar låten inspiration från indisk musik och free jazz.

## Listplaceringar
- Billboard Hot 100, USA: #14[1]
- UK Singles Chart, Storbritannien: #24[2]